# Bernard I van Armagnac
Bernard I van Armagnac bijgenaamd de Louche (overleden in 995) was van 965 tot aan zijn dood graaf van Armagnac. Hij was de stichter van het huis Armagnac.

## Levensloop
Bernard I was de jongere zoon van Willem Garcès, graaf van Fézensac, en diens onbekend gebleven echtgenote.
Toen zijn vader rond het jaar 965 stierf, volgde zijn oudere broer Odo hem op als graaf van Fézensac, terwijl Bernard in apanage het graafschap Armagnac kreeg toegewezen. Omdat Bernard tijdens zijn bewind heel wat wandaden beging, werd hij gedwongen om op pelgrimstocht naar Jeruzalem te gaan. Hij kon dit echter niet vervullen en als compensatie bouwde hij de Saint-Orens-basiliek van Auch.
Bernard was gehuwd met ene Emerine. Uit het huwelijk is één zoon bekend: Gerold I (overleden in 1011), die zijn vader opvolgde als graaf van Armagnac. 